# Váh
Il Váh (in tedesco: Waag; in ungherese: Vág; in polacco: Wag) è il fiume più importante della Slovacchia. Tributario sinistro del Danubio, il Váh è il più lungo fiume della nazione, con i suoi 403 km. Le sue due sorgenti, la Biely Váh (Váh Bianco) e la Čierny Váh (Váh Nero), si trovano rispettivamente sugli Alti e Bassi Tatra; il fiume scorre nella Slovacchia settentrionale e occidentale, e si getta infine nel Danubio presso Komárno. I suoi affluenti da sinistra sono i fiumi Boca, Štiavnica, Ľupčianka, Revúca, Ľubochnianka, Turiec, Rajčanka, Domanižanka, Pružinka, Teplička, Jarčie e Nitra. Gli immissari da destra sono i fiumi Belá, Orava, Varínka, Kysuca, Papradnianka, Biela voda, Lednica, Vlára, Klanečnica, Dubová, Dudváh, e Malý Dunaj.
Il Váh comprende canali, laghi artificiali (Čierny Váh, Liptovská Mara, Bešeňová, Krpeľany, Žilina, Hričov, Nosice, Sĺňava, Madunice, Kráľová e Selice) e 16 centrali idroelettriche, la cui costruzione iniziò negli anni trenta e aumentò dopo la seconda guerra mondiale. La principale autostrada della Slovacchia si snoda lungo il corso del fiume Váh (Bratislava - Trenčín - Považská Bystrica e Ružomberok - Poprad), come anche la principale ferrovia Bratislava - Žilina - Košice.
Le città slovacche che si sviluppano lungo il fiume sono Liptovský Hrádok, Liptovský Mikuláš, Ružomberok, Vrútky, Žilina, Bytča, Považská Bystrica, Púchov, Ilava, Dubnica nad Váhom, Nemšová, Trenčín, Nové Mesto nad Váhom, Piešťany, Hlohovec, Sereď, Šaľa, Kolárovo e Komárno.

## Alluvioni
Del Váh si ricordano alluvioni negli anni 1602, 1625, 1683, 1710, 1714, 1736, 1748, 1794, 1813, 1854, 1864, 1876, 1880, 1889, 1894, 1903, 1925, 1958 – 1960. Fra queste di eccezionale portata fu l'alluvione dell'agosto 1813, considerata un evento che si può verificare in media ogni 500-1000 anni. La portata di piena raggiunse a Žilina i 3300 m³/s e a Piešťany 3900 m³/s.
Grave fu anche l'alluvione del giugno del 1958, considerata un evento che si verifica in media una volta ogni cento anni. La portata di piena raggiunse a Žilina i 2330 m³/s.